# Parc Oberthür
Pour les articles homonymes, voir Oberthür.
Le parc Oberthür (ou parc Hamelin Oberthür) est un jardin botanique public aménagé situé à l’est du centre Rennes, dans le département français d'Ille-et-Vilaine en région Bretagne. Son nom est hérité de la famille Oberthür, en particulier de François-Charles Oberthür qui en est à l’origine et de sa femme Marie Hamelin.
D’abord privé, puis public, ce jardin de près de trois hectares possède des spécimens botaniques uniques.

## Situation

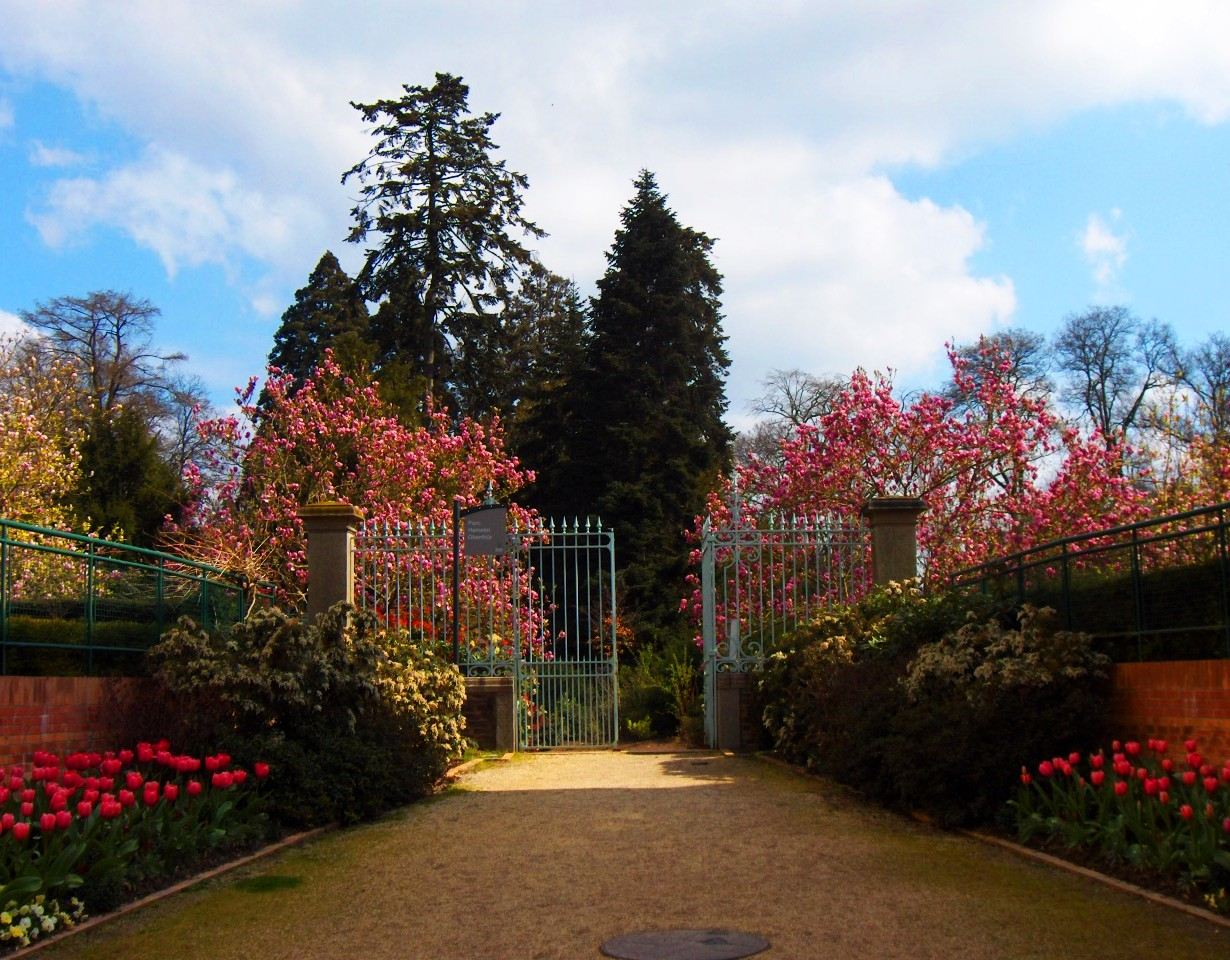
L’entrée ouest du parc Oberthür.

Le parc est situé à l’est du centre-ville dans le quartier Thabor - Saint-Hélier - Alphonse Guérin. Il forme un rectangle s’étendant du nord au sud sur environ 200 m pour 100 m de largeur. Il est encadré par la rue de Paris au nord, l’imprimerie Oberthür à l’ouest, le boulevard Jeanne d’Arc au sud et les rues René Marcille et Édouard Jordan à l’est.
Il y a une entrée sur chaque côté du parc. Les deux entrées principales se trouvent au nord, no 82 et no 86 rue de Paris, de part et d’autre de l’hôtel Oberthür et au sud, boulevard Jeanne d’Arc. À l’ouest une entrée square Roland-Garros donne sur la rue  Jean Malo-Renault et à l’est la dernière entrée donne sur la rue René Marcille.
Il est desservi par la ligne de bus C5 à l'arrêt Oberthür. La station de vélo en libre service Oberthür est située au nord du parc.

## Histoire

### Le parc privé

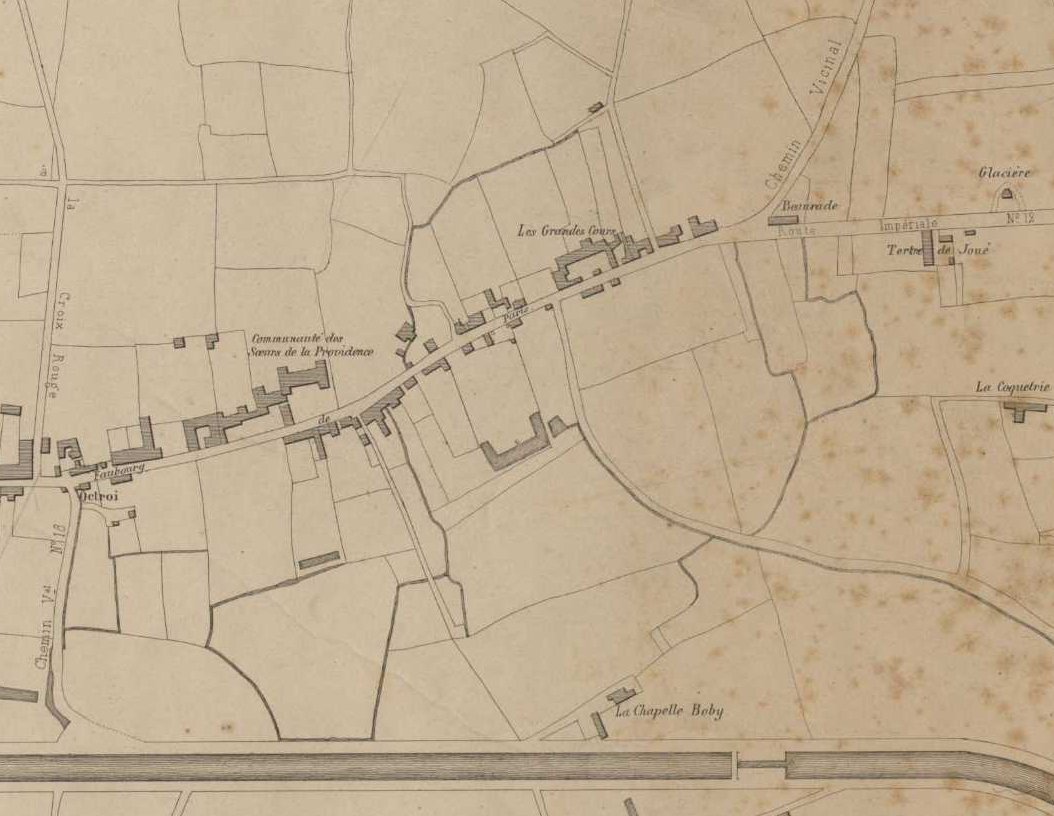
Détail du plan de la ville de Rennes en 1854 montrant le faubourg de Paris.

En 1852, François-Charles Oberthür commence à acheter des terrains attenants dans le faubourg de Paris. À l’époque, la zone est essentiellement constituée de fermes, pépinières, prés, vergers, et jardins maraîchers. Il acquiert d’abord plusieurs hectares de « Beauregard » puis entre 1853 et 1869 plusieurs parcelles en direction de « Petit Paris » .
Le parc fut dessiné par le paysagiste Denis Bühler qui imaginera par la suite le parc du Thabor.
Le parc Oberthür fut créé en 1863-1864, puis il sera agrandi d'environ 2 hectares en 1882 après avoir acquis d'autre parcelles.
Les ateliers de l'imprimerie Oberthur (1870-1883-1900).
L'hôtel particulier de François-Charles Oberthür sera construit en 1875.
Réservé à la famille Oberthür, le parc accueillit aussi ponctuellement la fanfare et la société de gymnastique des ouvriers de l’Imprimerie à partir de 1887.
En 1953 une partie du parc est soustraite pour être loti, création de la rue René Marcille , ce qui réduira sa surface d'environ 1,8 hectare, il passe de 4.9 hectares à 3,1 hectares, celui que nous connaissons actuellement.

### Le parc public
Il devint la propriété de la Ville de Rennes en 1960, avant d’être ouvert au public le 27 mai 1977 sur une proposition de Edmond Hervé. Le parc actuel occupe le tiers du parc original mais reste le plus grand du centre-ville après le parc du Thabor.
Il accueille diverses manifestations locales. En 1982, le parc accueille l’exposition de sculpture « Rennes-Sculpture », notamment de Francis Pellerin,.

## Aménagements

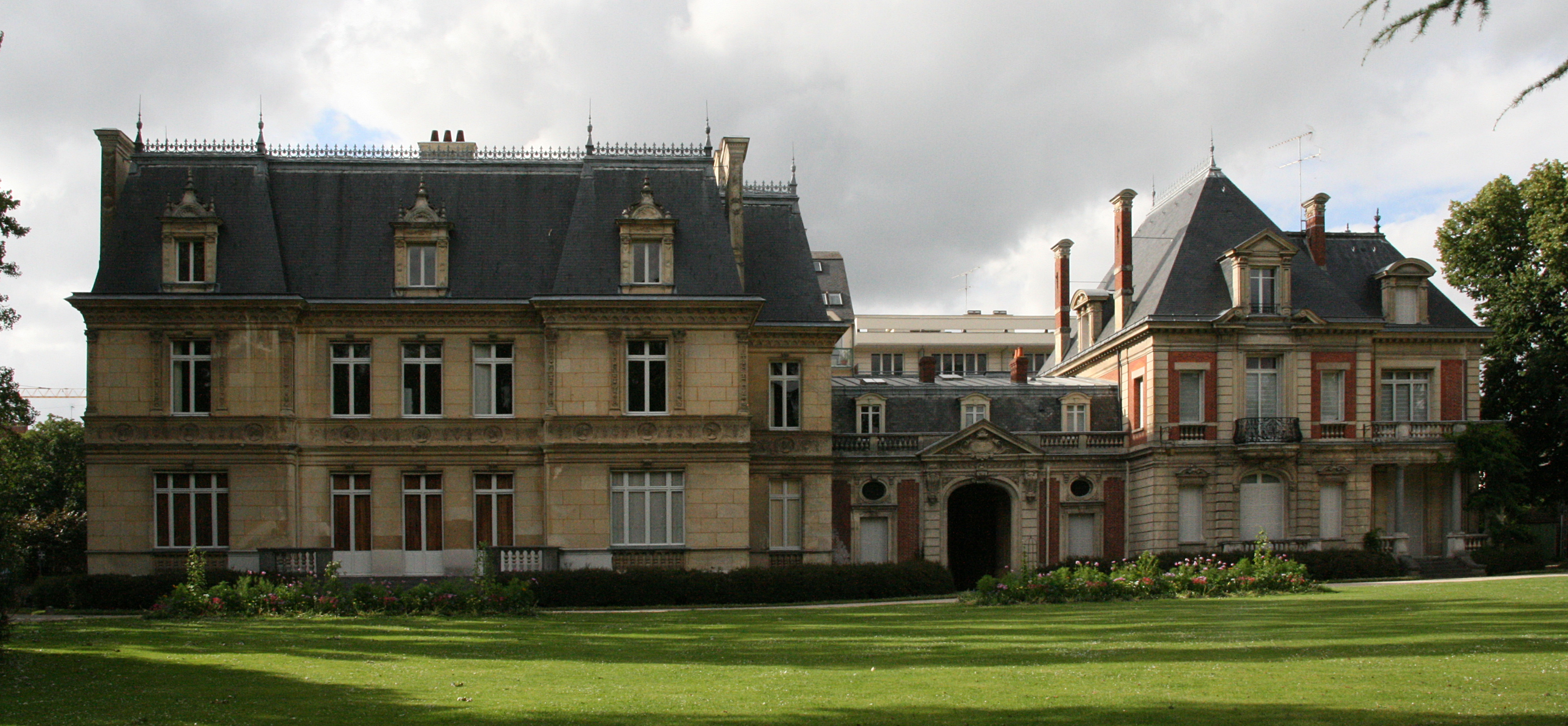
L’hôtel particulier des Oberthür.

Le parc s’étend sur environ 3,1 ha. En son centre, se trouve une pièce d’eau de 2 762 m2 entourée de 17 373 m2 de pelouse et 5 217 m2 d’espaces boisés, principalement réparties entre les entrées nord et ouest.
Au nord, le long de la rue de Paris, se trouvent les deux hôtels reliés par un porche. Au sud, se trouve un chalet et des « grottes » formées de bloc de pierre venant de Pont-Réan.
Selon la classification de gestion différenciée des espaces verts de la ville de Rennes, c’est un

### Espèces animales
Le bassin abrite des canards, des tortues, et quelques oiseaux sauvages : moineaux, merles, pies, et régulièrement un héron. Il fut régulièrement empoissonné et on trouve aujourd’hui de nombreux poissons principalement des carpes. On trouve quelques lapins de garennes, des écureuils et une loutre a même été trouvée[réf. nécessaire].

### Espèces végétales

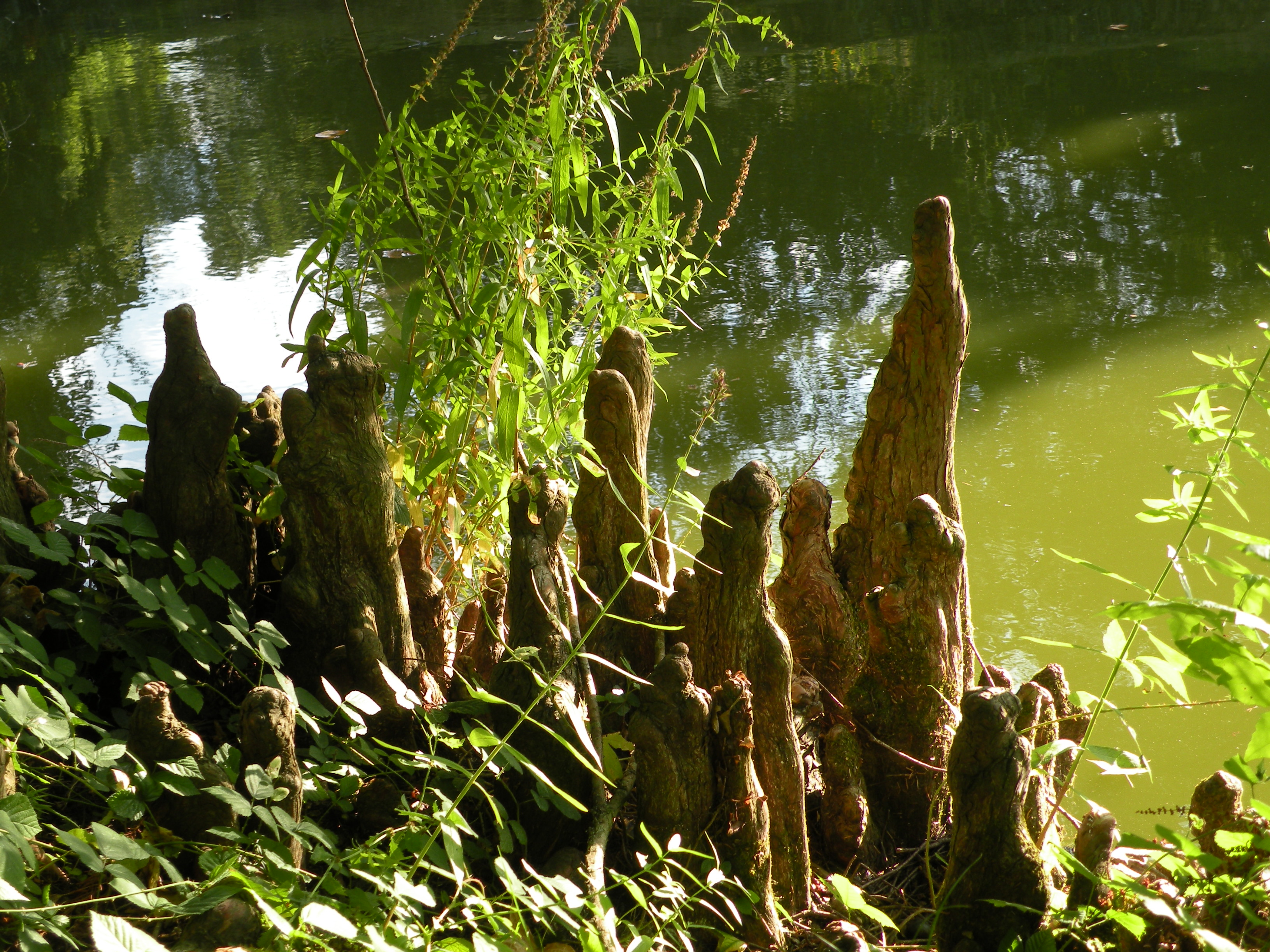
Pneumatophores des cyprès du parc.

D’un point de vue botanique, le parc Oberthür possède 375 arbres dont plusieurs spécimens intéressants :
- Parmi les 155 conifères :
  - cèdre du Liban, cèdre de l’Atlas, cèdre bleu,
  - torreya de Californie, séquoia géant au nord
  - cyprès chauve, dont les racines aériennes (pneumatophores) permettent de respirer hors de l'eau.
- Autres arbres
  - érable de Pennsylvanie,
  - hêtre lacinié (hêtre européen),
  - chêne pédonculé, chêne-liège, chêne à feuilles de saule
  - tilleul argenté,
  - pavier jaune,
  - ginkgo biloba,
- Fleurs
  - rhododendron et azalée,
  - hortensia,
  - magnolia,
  - andromède.

## Notes

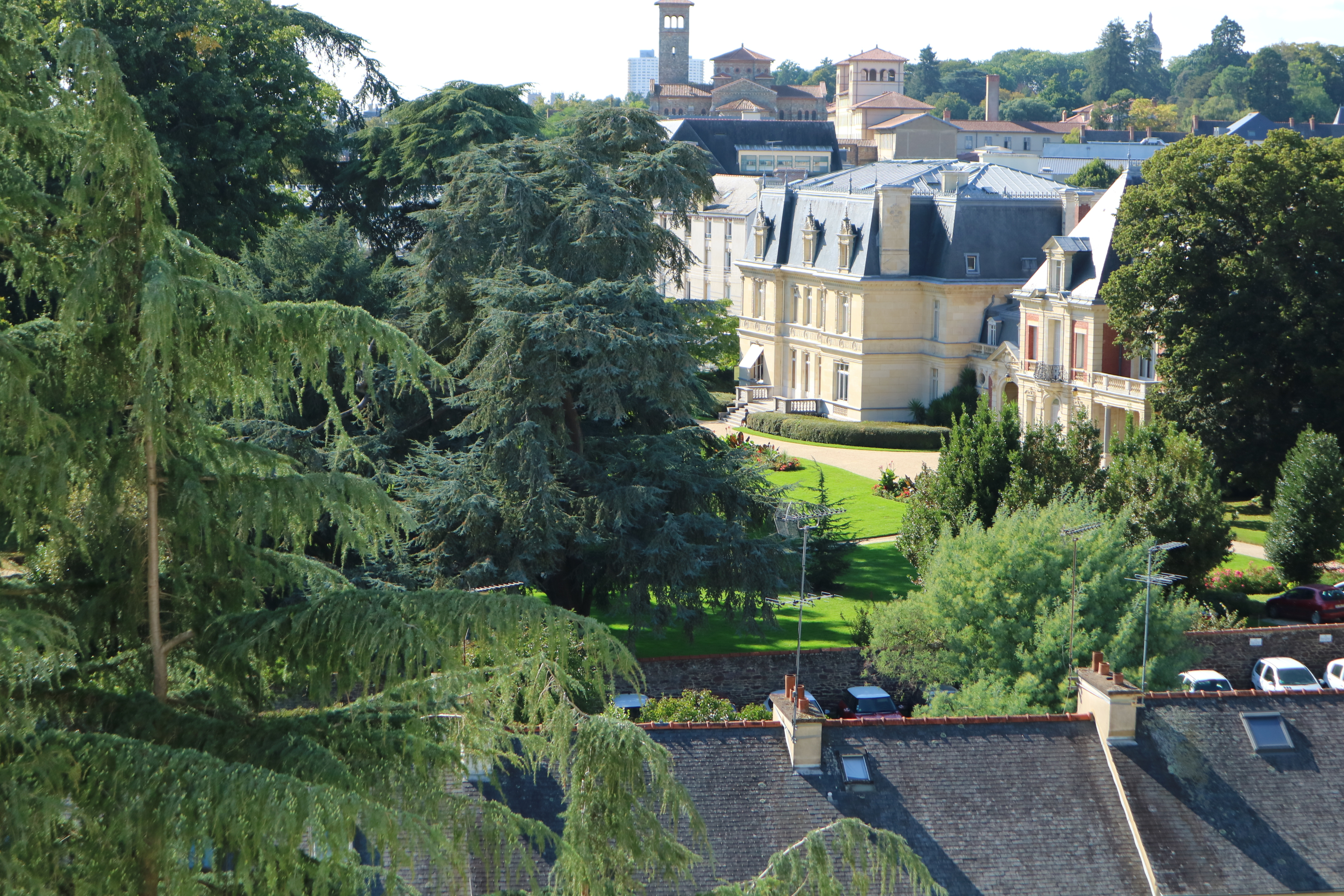
Vue de l'hôtel particulier Obertür et la cime des grands arbres